# 静御前堂
静御前堂（しずかごぜんどう）は、福島県郡山市静町（大槻町地区）にある、静御前を祀る仏堂。2kmほど離れた場所に建つ磐石山長泉寺が管理している。床下にある石造塔婆が郡山市指定重要有形文化財に、また、建物裏にある針生古墳が郡山市指定史跡に指定されている。
静御前堂と同様に静御前の最期についての伝説が伝えられる地は全国各地にあるが、従者の小六の碑が残っている場所は他に例がなく珍しいものである。

## 歴史
12世紀末、源頼朝に都を追われた源義経は平泉へ落ち延びた。愛妾の静御前は従者の小六と乳母のさいはらを共としてこれを追い、陸奥国の花輪（現在の大槻町花輪）という地にたどり着いた。義経はさらに遠い北の平泉にいると聞き、この地を治める花輪長者の世話でこの地にとどまり、平泉へ向かう準備をしていたが、やがて、義経が討たれたという知らせを聞き、美女池に身を投げてしまう。これをあわれに思った花輪長者が1189年（文治5年）に石碑を立てて弔ったのが始まりと伝えられる。
乳母のさいはらが針仕事を教えていた地は「針生」、静御前が化粧を直した場所は「化粧坂」、小六が死んだ場所は「小六峠」、静御前が身を投げる前にかつぎを捨てた沼は「かつぎ沼」と呼ばれるようになったという。
それから約400年後の戦国時代、この地を治めていた大槻城主の伊東左衛門高行は、村内の塚から夜な夜なあやしい光が放たれ、村人が恐れているという話を耳にしてその塚を調べ、出てきた石碑からこの地が静御前を祀った場所であることを知る。そこで高行は、静御前を祀るお堂をこの地に建てた。これを1783年（天明3年）に再建されたものが現在の静御前堂である。
2005年（平成17年）、静御前堂奉賛会によって鶴岡八幡宮の東の鳥居付近に「静桜」が植樹された。

## 境内
- 静御前堂
静御前木造が安置されている。
- 乳母の碑
乳母のさいはらの碑。
- 小六の碑
従者の小六の碑。
- 石造塔婆
郡山市指定重要有形文化財。静御前堂の床下にある。1305年（嘉元3年）の建立で、静御前とは無関係。
- 針生古墳
郡山市指定史跡。長径13m、高さ3mほどの円墳。かつては周辺に多くの古墳があったが、ほとんどは開発により破壊されてしまった。しかし、針生古墳だけは、静御前に関係あるものと考えられたため、破壊を免れて現在に至る[6]。
- 静桜・義経桜
境内には、それぞれ静桜、義経桜と名づけられた桜の木がある。

## 祭礼

### 静御前堂例大祭
毎年3月28日に開催。静御前の供養祭が行われ、詩吟や舞などが奉納される。

## アクセス
- JR東日本郡山駅10、11番バス乗り場より福島交通バス「静団地」行き、又はコスモス循環「池の台　先回り」に乗り、「静御前堂」停留所下車、徒歩2分。
- 東北自動車道郡山南ICより車で10分。